# Imperialisme
Imperialisme er en stats stræben efter at opnå magt over områder uden for landets grænser. Imperialisme forbindes med begreberne kolonialisme og imperium, men er også et begreb, der kan gælde andre former for en stats udvidelse af sin indflydelsessfære.

## Etymologi
Ordet imperialisme stammer fra latin imperialis, der er afledt af substantivet imperium 'magt, myndighedsområde' og verbet imperare 'befale'/'herske'. Det blev almindeligt i den nuværende betydning i Storbritannien i løbet af 1870'erne, hvor det havde en negativ betydning. Hannah Arendt og Joseph Schumpeter definerede imperialisme som ekspansion for ekspansionens skyld.

## Formel og uformel imperialisme
Man skelner mellem formel og uformel imperialisme.

### Formel imperialisme
Formel imperialisme indbefatter at den imperialistiske stat underlægger sig en anden stat direkte. Dette sker typisk ved at anvende hård magt (typisk militær magt). Dette medfører at landet kommer under den imperialistiske stats absolutte kontrol.
Imperialismen i dens formelle form var udbredt i Europa i perioden fra det 16. århundrede helt frem til midten af det 20. århundrede, hvor Storbritannien havde held til at opbygge verdenshistoriens største imperium, der dækkede næsten 40 millioner kvadratkilometer, men også andre europæiske lande drev imperialistisk politik, blandt andre lande havde Spanien, Frankrig, Holland og Portugal også mange kolonier. Også det imperiale Rusland og efterfølgerstaten Sovjetunionen underlagde sig og koloniserede store dele af Baltikum, Østeuropa, Ukraine og Sortehavsregionen, Kaukasus, Centralasien og Sibirien. Rusland mistede med Sovjetunionens sammenbrud omkring 1991 en del af disse lande og områder, men har siden med krige (i Moldova, Tjetjenien, Georgien og Ukraine) og uformel imperialisme søgt at generobre og fastholde kontrollen med dem.

### Uformel imperialisme
Uformel imperialisme er mindre direkte og kendetegnes ved at den imperialistisk stat benytter sig af blød magt til at dominere et andet land. Blød magt kan være økonomisk magt, hvor en anden stat domineres v.h.a. handel og investeringer. Den kan også udøves gennem alliancer med den lokale magtelite, i kraft af kulturimperialisme og ved at praktisere politisk og diplomatisk indflydelse.
Tidligt blev begrebet imperialisme brugt til at beskrive, hvad der blev opfattet som Napoleon IIIs forsøg på at opnå politisk støtte gennem udenlandske militære interventioner. Begrebet blev og anvendes hovedsageligt om vestlige og Japansk politisk og økonomisk dominans, især i Asien og Afrika, i det 19. og 20. århundrede. Dens præcise betydning diskuteres fortsat af forskere. Nogle forfattere, såsom Edward Said, bruger udtrykket mere bredt til at beskrive ethvert system af dominans og underordning, der er organiseret omkring en imperialistisk kerne og en periferi. Denne definition omfatter både traditionelle imperier og den bestemmende indflydelse, som de gamle kolonimagter udøver over deres tidligere koloniområder (postkolonialisme; også kaldet neo-kolonialisme).

## Teorier om imperialisme
Anglophone akademiske studier baserer ofte deres teorier om imperialisme på erfaringerne fra det britiske imperium. Udtrykket imperialisme blev oprindeligt introduceret på engelsk i sin nuværende betydning i slutningen af 1870'erne af modstandere af den påståede aggressive og prangende imperiale politik fra den britiske premierminister Benjamin Disraeli. Tilhængere af "imperialisme" såsom Joseph Chamberlain tilegnede sig hurtigt konceptet. For nogle betegnede imperialismen en politik for idealisme og filantropi; andre hævdede, at det var præget af politisk egeninteresse, og et stigende antal associerede det med kapitalistisk grådighed.
I Imperialism: A Study (1902) udviklede John A. Hobson en meget indflydelsesrig fortolkning af imperialismen, der baserede sig på hans overbevisning om, at den frie ukontrollerede kapitalisme skabte ringere vilkår for størstedelen af befolkningen. I Imperialism: A Study argumenterede han for, at finansieringen af oversøiske imperier drænede penge, der var nødvendige derhjemme. Pengene blev i stedet investeret i udlandet og brugt til at betale lønninger til udenlandske arbejdere, der var lavere end de indenlandske lønninger, hvilket skabte højere profit og højere afkast form investorerne. Så selvom de indenlandske lønninger forblev højere end de udenlandske, voksede de ikke nær så hurtigt, som de ellers ville have gjort. Eksport af kapital, konkluderede han, lagde låg på væksten i indenlandske lønninger og dermed den indenlandske levestandard. I 1970'erne argumenterede historikere som David K. Fieldhouse og Oron Hale for, at "det Hobsonske fundament er på det nærmeste sunket sammen.":5–6  Den britiske erfaring med imperialismen understøttede ikke teorien. Imidlertid blev europæiske socialister inspireret af Hobsons ideer og gjorde det til deres egen teori om imperialisme, især i Lenins Imperialismen som kapitalismens højeste stadium (1916). Lenin beskrev imperialisme som en lukning af verdensmarkedet og afslutningen på den kapitalistiske frie konkurrence, der opstod som følge af kapitalistiske økonomiers behov for konstant at måtte udvide deres investeringer, materielle ressourcer og arbejdskraft på en sådan måde, at det var nødvendigt at ekspandere ved at etablere kolonier. Senere marxistiske teoretikere gentager denne opfattelse af imperialisme som et strukturelt træk ved kapitalismen, ifølge hvilken Første Verdenskrig kunne forstås som en kamp mellem imperialister om kontrol over eksterne markeder. Lenins afhandling blev en standardlærebog, der blomstrede indtil kommunismens sammenbrud i 1989-91.
Nogle teoretikere på den ikke-kommunistiske venstrefløj har understreget den strukturelle eller systemiske karakter af "imperialisme". Sådanne forfattere har udvidet den periode, der er forbundet med udtrykket, så det nu hverken betegner en politik eller en kort periode på årtier i slutningen af det 19. århundrede, men et verdenssystem, der strækker sig over en periode af århundreder, ofte tilbage til Christopher Columbus og i nogle beretninger til korstogene. Efterhånden som anvendelsen af begrebet er blevet udvidet, har dets betydning flyttet sig langs fem adskilte, men ofte parallelle akser: den moralske, den økonomiske, den systemiske, den kulturelle og den tidsmæssige. Disse ændringer afspejler en voksende ubekvemhed, til tider afsky, ved udbredelsen af en sådan magt, specifikt vestlig magt.
Historikere og politiske teoretikere har længe diskuteret sammenhængen mellem kapitalisme, klasse og imperialisme. En stor del af debatten var banebrydende af teoretikere som J. A. Hobson (1858-1940), Joseph Schumpeter (1883-1950), Thorstein Veblen (1857-1929) og Norman Angell (1872-1967). Mens disse ikke-marxistiske forfattere havde deres mest produktive periode før Første Verdenskrig, forblev de aktive i mellemkrigsårene. Deres kombinerede arbejde informerede studiet af imperialismen og dens indvirkning på Europa, ligesom de bidrog til overvejelser om fremkomsten af det militær-politiske kompleks i USA fra 1950'erne. Hobson hævdede, at indenlandske sociale reformer kunne helbrede imperialismens internationale sygdom ved at fjerne dens økonomiske grundlag. Hobson teoretiserede, at statsindgreb gennem beskatning kunne øge et bredere forbrug, skabe velstand og tilskynde til en fredelig, tolerant, multipolær verdensorden.
Walter Rodney, i sin klassiker fra 1972 How Europe Underdeveloped Africa, har lanceret ideen om, at imperialismen er en fase af kapitalismen, "hvor vesteuropæiske kapitalistiske lande, USA og Japan etablerede politisk, økonomisk, militær og kulturel hegemoni over andre dele af verden, som oprindeligt var på et lavere niveau og derfor ikke kunne modstå de kapitalistiske landes dominans." Som følge heraf omfattede imperialismen "i mange år hele verden - den ene del var udbytterne og den anden de udbyttede, den ene del er domineret og den anden fungerer som overherrer, den ene del laver politik og den anden er afhængig."
Imperialisme er også blevet forbundet med nyere fænomener som kolonisering af rummet.

### Kulturimperialisme
Begrebet kulturimperialisme henviser til en dominerende kulturs kulturelle indflydelse over andre, dvs. en form for blød magt, som ændrer den underordnede kulturs moralske, kulturelle og samfundsmæssige verdenssyn. Det betyder, at mere end blot "fremmed" musik, tv eller film bliver populær blandt unge; snarere at en befolkning ændrer sine egne forventninger til livet og ønsker, at deres eget land skal blive mere som det afbildede fremmede land. For eksempel var skildringerne under den kolde krig af overdådig amerikansk livsstil i sæbeoperaen Dallas medvirkende til at rumænerne ønskede et nyt liv; et nyere eksempel er indflydelsen fra indsmuglede Sydkoreanske dramaserier i Nordkorea. Betydningen af blød magt går ikke tabt for autoritære regimer, som kan modsætte sig en sådan indflydelse med forbud mod fremmed populærkultur, kontrol med internettet og uautoriserede paraboler osv. En sådan brug af kultur er heller ikke et nyt fænomen; som en del af romersk imperialisme, blev lokale eliter udsat for den romerske kulturs og livsstils fordele og luksus, med den bagtanke, at de derefter ville blive villige deltagere.

## Tidligere og nuværende imperialistiske stater
I det følgende beskrives kun et udvalg af stater der udøver eller har udøvet imperialisme.

### Frankrig
I løbet af det 16. århundrede begyndte den franske kolonisering af Amerika med skabelsen af Ny Frankrig. Det blev efterfulgt af Det franske ostindiske kompagnis handelsstationer i Afrika og Asien i det 17. århundrede. Frankrig havde sit "første koloniimperium" fra 1534 til 1814, inklusive Ny Frankrig (Canada, Acadia, Newfoundland og Louisiana), Fransk Vestindien (Saint-Domingue, Guadeloupe, Martinique), Fransk Guyana, Senegal (Gorée), Fransk Indien og Mascarenerne (øerne Mauritius, Réunion) og Rodrigues.
Frankrigs "Andet koloniimperium" begyndte med erobringen af Algier i 1830 og sluttede for størstedelen med tildelingen af uafhængighed til Algeriet i 1962. Den franske imperiehistorie var præget af adskillige krige, store som små. Frankrig tog kontrol over Algeriet i 1830, men begyndte for alvor at genopbygge sit verdensomspændende imperium efter 1850, hovedsageligt koncentreret i Nord- og Vestafrika (Fransk Nordafrika, Fransk Vestafrika, Fransk Ækvatorialafrika), samt Sydøstasien (Fransk Indokina), med andre erobringer i det sydlige Stillehav (Ny Kaledonien, Fransk Polynesien). Frankrig forsøgte også to gange at gøre Mexico til en koloni i 1838-39 og i 1861-67 (se Mexicos historie).
Franske republikanere, der først var fjendtlige overfor tanken om et imperium, blev først positive, da Tyskland begyndte at bygge sit eget koloniimperium. Efterhånden som det udviklede sig, gav det nye imperium nye muligheder for handel med Frankrig, det leverede råvarer, det købte fremstillede genstandeog ikke mindst gav det prestige til moderlandet og spredte fransk civilisation og sprog såvel som katolicisme. Det leverede også afgørende arbejdskraft under begge verdenskrige. En moralsk begrundelse for den franske imperialisme blev at den løftede verden op til franske standarder ved at udbrede kristendommen og fransk kultur. I 1884 erklærede den førende eksponent for kolonialismen, Jules Ferry, at Frankrig havde en civiliserende mission: "De højere racer har ret over de lavere racer, de har en pligt til at civilisere de ringere". Fuld statsborgerskabsrettigheder – assimilering – blev tilbudt, selvom assimilering i virkeligheden altid befandt sig i den fjerne horisont. I modsætning til Storbritannien sendte Frankrig bosættere til sine kolonier, som regel kun i et mindre omfang, med Algeriet som den eneste bemærkelsesværdige undtagelse, selvom franske bosættere der ikke desto mindre altid forblev et mindretal.
Det franske kolonirige strakte sig over 11.500.000 km2 på sit højdepunkt i 1920'erne og på tærsklen til Anden Verdenskrig havde det en befolkning på 110 millioner mennesker.
Under Anden Verdenskrig brugte Charles de Gaulle og de Frie franske styrker de oversøiske kolonier som baser, hvorfra de kæmpede for at befri Frankrig. Men efter 1945 begyndte antikoloniale bevægelser at udfordre imperiet. Frankrig kæmpede og tabte en bitter krig i Vietnam i 1950'erne. Selvom de vandt krigen i Algeriet, besluttede de Gaulle alligevel at give Algeriet uafhængighed i 1962. Franske bosættere i Algeriet og mange lokale tilhængere flyttede som en konsekvens heraf til Frankrig. Næsten alle Frankrigs kolonier opnåede uafhængighed i 1960, men Frankrig beholdt en stor økonomisk og diplomatisk indflydelse over de tidligere besiddelser. Frankrig har gentagne gange sendt tropper afsted for at hjælpe sine tidligere kolonier i Afrika med at undertrykke oprør og statskup.

### Kina
Kina er et af verdens ældste imperier. På grund af sin lange historie med imperialistisk ekspansion er Kina af sine nabolande blevet set som en trussel på grund af sin store befolkning, gigantiske økonomi, store militærstyrke samt sin territoriale udvikling gennem historien. Fra foreningen af Kina under Qin-dynastiet fortsatte senere kinesiske dynastier med at udvidelse imperiet.
De mest succesrige kinesiske kejserdynastier med hensyn til territorial ekspansion var Han, Tang, Yuan og Qing dynastierne.

### Det Osmanniske Rige
Det Osmanniske Rige var en imperialistisk stat, der varede fra 1299 til 1922. I 1453 erobrede Mehmed 2. Konstantinopel og gjorde det til sin hovedstad. I løbet af det 16. og 17. århundrede, især på højden af sin magt under Süleyman 1.s regering, var Det Osmanniske Rige et magtfuldt multinationalt, flersproget imperium, som invaderede og koloniserede store dele af Sydøsteuropa, Vestasien, Kaukasus, Nordafrika, og Afrikas Horn. Dens gentagne invasioner og brutale behandling af slaver førte ca. 1690 og 1737–39 til to store migrationer af serbere til det Habsburgske Monarki for at undslippe forfølgelse. I begyndelsen af det 17. århundrede indeholdt imperiet 32 provinser og talrige vasalstater. Nogle af disse blev senere absorberet i imperiet, mens andre fik forskellige former for autonomi i løbet af århundreder.
Efter en lang periode med militære tilbageslag mod europæiske magter, mindskedes det Osmanniske Riges magt gradvist, og det mistede kontrollen over meget af sit territorium i Europa og Afrika.
I 1810 var Egypten reelt uafhængig af det Osmanniske Rige. I 1821-1829 blev grækerne i den græske uafhængighedskrig støttet af Rusland, Storbritannien og Frankrig. I 1815 til 1914 ledte rivalisering mellem stormagterne til at det Osmanniske Rige blev støttet af frem for alt Storbritannien, især i Krimkrigen 1853-1856 mod Rusland. Efter osmannisk nederlag i den russisk-tyrkiske krig (1877-1878) opnåede Bulgarien, Serbien og Montenegro uafhængighed, og Storbritannien tog kolonial kontrol over Cypern, mens Bosnien-Hercegovina blev besat og annekteret af østrig-ungarske imperium i 1908.
Det osmanniske imperium allierede sig med Tyskland i Første Verdenskrig med den imperiale ambition om at genvinde dets tabte territorier, men det opløstes i kølvandet på Tysklands nederlag. Den kemalistiske nationale bevægelse, støttet af Sovjetunionen, opnåede sejr i løbet af den tyrkiske uafhængighedskrig, og parterne underskrev og ratificerede Lausanne-traktaten i 1923 og 1924. Republikken Tyrkiet var hermed etableret.

### Det russiske imperium og Sovjetunionen

#### Zar-Rusland
I det 18. århundrede udvidede det Russiske Kejserrige sin kontrol til Stillehavet og dannede fredeligt en fælles grænse med Qing-dynastiet og Kejserriget Japan. Dette fandt sted i et stort antal militære invasioner af landene øst, vest og syd for det. Den polsk-russiske krig i 1792 fandt sted, efter at polsk adel fra den polsk-litauiske realunion skrev forfatningen af 3. maj 1791. Krigen resulterede i, at det østlige Polen blev erobret af det imperiale Rusland som en koloni indtil 1918. De sydlige felttog involverede en række russisk-persiske krige, som begyndte med den russisk-persiske krig 1796, og som efter den russisk-persiske krig (1804-1813) resulterede i erhvervelsen af Georgien som et protektorat. Mellem 1800 og 1864 gik de russiske hærstyrker sydpå, hvilket resulterede i den russiske erobring af Kaukasus, Dagestan, Tjetjenien og Tjerkessien. Denne sidste konflikt førte til etnisk udrensning af tjerkessere i hele Kaukasien. Den russiske erobring af Sibirien over Sibir-khanatet fandt sted i det 16. og 17. århundrede og resulterede i nedslagtning af forskellige oprindelige folkeslag, herunder daurer, korjakker, itelmener, mansier og tjuktere. Den russiske kolonisering af Central- og Østeuropa og Sibirien og behandlingen af de hjemmehørende oprindelige folk er blevet sammenlignet med europæisk kolonisering af Amerika, med lignende negative konsekvenser for de oprindelige sibirere som for de oprindelige folk i Amerika. Udryddelsen af oprindelige sibiriske stammer var så fuldstændig, at kun en relativt lille befolkning siges at eksistere i dag. Først i denne periode udnyttede og undertrykte det russiske imperium kosakkerne, indtil de i slutningen af det 18. århundrede lod dem blive kernen i et særligt militært rytterregiment. Kosakker blev derefter brugt i de imperiale russiske kampagner mod andre stammer.
Udvidelsen af Rusland kan dog ikke reduceres til kun at omfatte militære erobringer. Ruslands erhvervelse af Ukraine begyndte i 1654, da polsk styre bragte Ukraines befolkning til oprør (se Pereyaslavtraktaten). Et andet eksempel er Georgiens tiltrædelse af Rusland i 1783. I betragtning af Georgiens historie med invasioner fra syd, kan en alliance med Rusland være blevet set som den eneste måde at afskrække eller modstå persisk og osmannisk aggression, samtidig med at den etablerede en forbindelse til Vesteuropa (se Georgievskij-traktaten). Ruslands støtte hjalp med at etablere et selvstændigt Mongoliet (uafhængigt af Kina) i 1911).

#### Sovjetunionen
Bolsjevikiske ledere havde reetableret en politik der omfattede et område med nogenlunde samme udstrækning som det russiske imperium i 1921, dog med en internationalistisk ideologi: Lenin hævdede især retten til begrænset selvbestemmelse for nationale mindretal inden for det nye territorium. Begyndende i 1923 var politikken for "korenizatsija"-politikken at ikke-russere fik støtte til at udvikle deres nationale kulturer inden for en socialistisk ramme, men den stoppede med at blive implementeret efter 1932 med øgede bestræbelser på russificering af minoriteter rundt omkring i landet. Efter Anden Verdenskrig indførte Sovjetunionen socialistiske regimer efter forbillede i 1919-20 i det gamle russiske imperium, i områder, dets styrker besatte i Østeuropa. Sovjetunionen og senere Folkerepublikken Kina støttede revolutionære og kommunistiske bevægelser i fremmede nationer og kolonier for at fremme deres egne interesser, men ikke altid med succes. Sovjetunionen ydede stor hjælp til Kuomintang under felttoget i Nordkina 1926-1928 det havde til formål at genforene Kina. Selv om det endte med den kinesisk-sovjetiske konflikt i 1929 var Sovjetunionen den eneste verdensmagt, der ydede militær bistand til Kina mod japansk aggression i 1937-1941. De kinesiske kommunisters sejr i borgerkrigen 1946-1949 var desuden afhængig af Sovjetunionens store hjælp (se Kinesiske borgerkrig).
Trotskij, og andre, mente, at revolutionen kun kunne lykkes i Rusland som en del af en verdensrevolution. Lenin skrev meget om sagen og erklærede berømt, at imperialismen var det højeste stadie af kapitalismen. Efter Lenins død etablerede Joseph Stalin imidlertid 'socialisme i ét land' for Sovjetunionen, hvilket skabte modellen for efterfølgende indadvendte stalinistiske stater og ledte til udrensning af de tidlige internationalistiske elementer. De internationalistiske tendenser fra den tidlige revolution blev opgivet, indtil de vendte tilbage inden for rammerne af klientstater i konkurrence med amerikanerne under den Kolde Krig. I perioden efter Stalin i slutningen af 1950'erne lagde den nye politiske leder Nikita Khrusjtjov pres på de sovjet-amerikanske relationer, der startede en ny bølge af antiimperialistisk propaganda. I sin tale på FN-konferencen i 1960 annoncerede han fortsættelsen af krigen mod imperialismen, idet han erklærede, at folk i forskellige lande snart ville mødes og vælte deres imperialistiske ledere. Selvom Sovjetunionen erklærede sig selv anti-imperialistisk, hævder kritikere, at det udviste træk, der er fælles for historiske imperier. Nogle forskere mener, at Sovjetunionen var en hybrid enhed, der indeholdt elementer, der er fælles for både multinationale imperier og nationalstater. Nogle påpegede også, at Sovjetunionen praktiserede kolonialisme ligesom andre imperialistiske magter og videreførte den gamle russiske tradition for ekspansion og kontrol. Mao Zedong hævdede i 1964, at Sovjetunionen selv var blevet til en imperialistisk magt, der bevarede en socialistisk facade. Desuden var imperialismens ideer vidt udbredte i de højere regeringsniveauer. Nogle marxister inden for det russiske imperium og senere Sovjetunionen, som Sultan-Galiev og Vasil Sjakraj, betragtede det sovjetiske regime som en fornyet version af den russiske imperialisme og kolonialisme.
Sovjetimperialismen involverede en invasion af Ungarn i 1956 der havde til formål at slå de demokratiske kræfter ned i landet. Sovjetimperialismen blev kraftigt fordømt I 1979, da Sovjetunionen invaderede Afghanistan for at holde en venligsindet regering ved magten. Invasionen "advarede den tredje verden, som ingen tidligere sovjetisk intervention havde gjort, om den sovjetiske imperialismes natur". I modsætning til andre verdensmagter kaldte Sovjetunionen aldrig sig selv for et "imperium".

### Spanien
Spansk imperialisme i kolonitiden svarer til opkomsten og tilbagegangen af det spanske imperium, der konventionelt er anerkendt som opstået i 1402 med erobringen af De Kanariske Øer. Efter succeserne med søfartssejladser udført i Opdagelsestiden, som dem, Christopher Columbus gennemførte, anvendte Spanien betydelige økonomiske og militære ressourcer til at udvikle en robust flåde, der var i stand til at udføre transatlantiske sejladser i stor skala. ekspeditionsoperationer for at etablere og styrke en fast imperial tilstedeværelse på tværs af store dele af Nordamerika, Sydamerika og de geografiske regioner, der har deler kyst med det Caribiske Hav. Samtidig med spansk godkendelse og sponsorering af transatlantiske ekspeditionsrejser var udsendelsen af Conquistadorer, som yderligere udvidede de spanske imperiale grænser gennem erhvervelse og udvikling af territorier og kolonier.

### Storbritannien
Under Acts of Union 1707 blev de engelske og skotske kongeriger slået sammen, og deres kolonier blev kollektivt underlagt Storbritannien (også kendt som Det Forenede Kongerige). Det imperium, som Storbritannien ville fortsætte med at grundlægge, var det største imperium, som verden nogensinde har set, både hvad angår landmasse og befolkning. Dens magt, både militær og økonomisk, forblev uovertruffen i et par årtier.
Den første anglo-mysoreanske krig blev udkæmpet i 1767 mellem Haider Ali af Kongeriget Mysore og Nizam af Hyderabad på den ene side og Det britiske Ostindiske kompagni på den anden side. Krigen og anden politisk aktivitet forårsagede en plyndring af den lokale økonomi, hvilket næsten bragte virksomheden i konkurs. I år 1670 var Storbritanniens imperialistiske ambitioner godt stillet, da hun havde kolonier i Virginia, Massachusetts, Bermuda, Honduras, Antigua, Barbados, Jamaica og Nova Scotia.
På grund af de europæiske landes store imperialistiske ambitioner havde Storbritannien flere sammenstød med Frankrig. Denne konkurrence var tydelig i koloniseringen af det, der nu er kendt som Canada. John Cabot gjorde krav på Newfoundland for briterne, mens franskmændene etablerede kolonier langs Saint Lawrence-floden og kaldte området "Ny Frankrig". Storbritannien fortsatte med at udvide sit territorium med koloniserende lande som New Zealand og Australien, der allerede havde deres egne lokalbefolkninger og kulturer.:175  Storbritanniens nationalistiske bevægelse manifesterede sig med oprettelsen af Commonwealth-landene med en fælles national identitet.:147 
Under den tidlige industrialisering var det det første britiske imperium (1583–1783) baseret på merkantilisme, og involverede primært kolonier og bedrifter i Nordamerika, Caribien og Indien. Dens vækst blev vendt af tabet af de amerikanske kolonier i 1776. Storbritannien opnåede kompenserende gevinster i Indien, Australien og ved at opbygge et uformelt økonomisk imperium gennem kontrol med handel og finans i Latinamerika efter uafhængigheden af spanske og portugisiske kolonier omkring 1820 . I 1840'erne havde Storbritannien vedtaget en meget succesrig politik med frihandel, der gav det dominans i handlen i store dele af verden. Efter at have mistet sit første imperium til amerikanerne, vendte Storbritannien sin opmærksomhed mod Asien, Afrika og Stillehavet.
Efter Frankrigs nederlag i Slaget ved Waterloo under Napoleon Bonaparte i 1815 nød Storbritannien et århundrede med næsten uimodsagt dominans og udvidede sine imperiale besiddelser over hele kloden. Uanfægtet til søs blev britisk dominans senere beskrevet som Pax Britannica ("britisk fred"), en periode med relativ fred i Europa og verden (1815–1914), hvor det britiske imperium opretholdt en global hegemoni og overtog rollen som global politimand. Denne fred var dog for det meste kun en opfattet fred fra Europas side, og perioden var stadig en næsten uafbrudt række af kolonikrige og stridigheder. Den britiske erobring af Indien, dens intervention mod Muhammad Ali Pasha i slaget ved Navarino, de anglo-burmesiske krige, Krimkrigen, Opiumskrigene og i kapløbet om Afrika for at nævne de mest bemærkelsesværdige konflikter mobiliserede rigelige militære midler til at Storbritanniens kom til at føre i den globale erobring, som Europa førte gennem århundredet.
I begyndelsen af det 19. århundrede begyndte den industrielle revolution at forvandle Storbritannien; på tidspunktet for The Great Exhibition i 1851 blev landet beskrevet som "verdens værksted. Det britiske imperium blev udvidet til at omfatte Indien, store dele af Afrika og mange andre territorier i hele verden. Sideløbende med den formelle kontrol, Storbritannien udøvede over sine egne kolonier, betød britisk dominans over store dele af verdenshandelen, at imperiet effektivt kontrollerede økonomierne i mange regioner, såsom Asien og Latinamerika. Indenlandsk favoriserede politiske holdninger frihandel og laissez-faire-politikker og en gradvis udvidelse af stemmerettighederne. I løbet af det 19. århundrede steg befolkningen i imperiet med en dramatisk hastighed, ledsaget af hurtig urbanisering, hvilket medførte betydelige sociale og økonomiske belastninger. For at søge nye markeder og kilder til råmaterialer lancerede detKonservative Parti under Benjamin Disraeli en periode med imperialistisk ekspansion i Egypten, Sydafrika og andre steder. Canada, Australien og New Zealand blev dominions, områder med udstrakt selvstyre.
En genopblussen kom i slutningen af det 19. århundrede med kapløbet om Afrika og store tilføjelser i Asien og Mellemøsten. Den britiske imperialismes ånd blev udtrykt af Joseph Chamberlain og Lord Rosebury, og implementeret i Afrika af Cecil Rhodes. Socialdarwinismens pseudovidenskaber og raceteorier dannede en ideologisk underbygning og legitimering i denne tid. Andre indflydelsesrige talsmænd omfattede Lord Cromer, George Curzon, General Kitchener, Alfred Milner, og forfatteren Rudyard Kipling. Efter Første boerkrig blev den Sydafrikanske Republik og Oranjefristaten anerkendt af Storbritannien, men til sidst genannekteret efter Anden Boerkrig. Men den britiske magt var ved at falme, da den genforenede tyske stat grundlagt af Kongeriget Preussen udgjorde en voksende trussel mod Storbritanniens dominans. Fra 1913 var Storbritannien verdens fjerde økonomi efter USA, Rusland og Tyskland.

### USA
De tidlige USA, der bestod af selve tidligere kolonier, udtrykte sin modstand mod imperialismen, i det mindste i en form, der adskiller sig fra dens egen Manifest Destiny, gennem politikker som Monroe-doktrinen. Men USA kan uden held have forsøgt at erobre Canada i den britisk-amerikanske krig (1812). USA opnåede meget betydelige territoriale indrømmelser fra Mexico under den Mexicansk-amerikanske krig. Begyndende i slutningen af det 19. og begyndelsen af det 20. århundrede, politikker såsom Theodore Roosevelts interventionisme i Mellemamerika og Woodrow Wilsons mission om at "gøre verden sikker for demokrati" ændrede alt dette. De blev ofte bakket op af militær magt, men blev oftere påvirket bag kulisserne. Dette er i overensstemmelse med den generelle opfattelse af hegemoni og imperium for historiske imperier. I 1898 oprettede amerikanere, der var imod imperialismen, American Anti-Imperialist League for at modsætte sig USA's annektering af Filippinerne og Cuba. Et år senere udbrød en krig i Filippinerne, hvilket fik erhvervs-, arbejds- og regeringsledere i USA til at fordømme Amerikas besættelse på Filippinerne, da de også fordømte dem for at have forårsaget mange filippineres død. Amerikansk udenrigspolitik blev fordømt som en "konkurrence" af Smedley Butler, en tidligere amerikansk general, der var blevet talsmand for den yderste venstrefløj.
I begyndelsen af Anden Verdenskrig var præsident Franklin D. Roosevelt modstander af europæisk kolonialisme, især i Indien. Han trak sig tilbage, da Storbritanniens Winston Churchill krævede, at sejren i krigen var førsteprioritet. Roosevelt forventede, at De Forenede Nationer ville tage problemet med afkolonisering op.
Nogle har beskrevet den interne strid mellem forskellige folkegrupper som en form for imperialisme eller kolonialisme. Denne interne form adskiller sig fra uformel amerikansk imperialisme i form af politisk og finansielt hegemoni. Det viste også forskel i USA's dannelse af "kolonier" i udlandet. Gennem behandlingen af sine oprindelige folk under ekspansion mod vest, tog USA form af en imperialistisk magt forud for ethvert forsøg på ekstern imperialisme. Denne interne form for imperium er blevet omtalt som "intern kolonialisme". Deltagelse i den afrikanske slavehandel og den efterfølgende behandling af dens 12 til 15 millioner afrikanere anses af nogle for at være en mere moderne forlængelse af USA's "interne kolonialisme". Denne interne kolonialisme mødte imidlertid modstand, som ekstern kolonialisme gjorde, men den antikoloniale tilstedeværelse var langt mindre fremtrædende på grund af den næsten fuldstændige dominans, som USA var i stand til at hævde over både oprindelige folk og afroamerikanere. I et foredrag 16. april 2003 beskrev Edward Said moderne imperialisme i USA som en aggression mod Mellemøsten, "på grund af deres tilbagestående levevis, mangel på demokrati og krænkelse af kvinders rettigheder. Den vestlige verden glemmer under denne proces med at omvende den anden, at oplysning og demokrati er begreber, som ikke alle vil være enige om".